# 남위 60도
남위 60도는 적도 남쪽 60도를 지나는 위선이다. 육지를 전혀 지나지 않고, 대양만을 가로지르는 위선이다.
남위 60도는 남극해의 북쪽 경계가 된다. 남극해의 경계는 오스트레일리아 등 일부 나라와 단체에서는 다르게 정의하기도 한다. 남극 조약도 남위 60도 이남의 모든 육지와 빙붕에 대해서 적용된다. 남태평양 비핵 지대 조약과 라틴아메리카 비핵 지대 조약의 남쪽 경계이기도 하다.
본초 자오선에서 시작해서 동쪽으로, 남위 60도는 다음 지역을 지난다.

남극해

| 좌표                                                   | 나라, 지역, 해역     | 주석 |
| ------------------------------------------------------ | -------------------- | --- |
| 남위 60° 0′ 동경 0° 0′  / 남위 60.000° 동경 0.000°     | 대서양 / 남극해 경계 | |
| 남위 60° 0′ 동경 20° 0′  / 남위 60.000° 동경 20.000°   | 인도양 / 남극해 경계 | |
| 남위 60° 0′ 동경 147° 0′  / 남위 60.000° 동경 147.000° | 태평양 / 남극해 경계 | |
| 남위 60° 0′ 서경 67° 16′  / 남위 60.000° 서경 67.267°  | 대서양 / 남극해 경계 | 남아메리카와 남극 반도 사이의 드레이크 해협을 지난다. 사우스조지아 사우스샌드위치 제도의 서던툴레 섬 바로 남쪽을 지난다. |

## 같이 보기
- 남위 59도
- 남위 61도